# Mallodon downesii
Mallondon downesi là một loài bọ cánh cứng trong họ Cerambycidae.